# Gotcha Force
Gotcha Force (ガチャフォース?, Gacha Fōsu) è un videogioco sviluppato e pubblicato da Capcom nel 2003 per Nintendo GameCube.
Paragonato ad un incrocio tra le serie Pokémon e Power Stone, il gioco è una delle esclusive di Capcom per GameCube, sebbene non faccia parte della serie Capcom Five.